# Michaela Kopp-Marx
Michaela Kopp-Marx (* 24. Dezember 1963 in Ludwigshafen am Rhein) ist eine deutsche Literaturwissenschaftlerin. Sie lehrt Neuere Deutsche Literatur an der Ruprecht-Karls-Universität Heidelberg und verantwortet seit 1998 die Heidelberger Poetikdozentur, seit 2005 den Clemens-Brentano-Förderpreis der Stadt Heidelberg.

## Leben und Wirken
Michaela Kopp-Marx studierte nach dem Abitur am Carl-Bosch-Gymnasium Kunstgeschichte, Germanistik und Geschichte an der Universität Heidelberg. Neben dem Studium arbeitete sie als freie Mitarbeiterin im museumspädagogischen Dienst der Kunsthalle Mannheim und absolvierte 1993 ihren „Master of Arts“ im Fachbereich „German Literature“ an der Dalhousie University in Halifax/Nova Scotia. Sie wurde 1997 mit einer Arbeit über „Rilke und Rodin“ promoviert und war bis 2007 Wissenschaftliche Assistentin und Oberassistentin am Germanistischen Seminar der Universität Heidelberg. Während dieser Zeit wohnte sie im Collini-Hochhaus in Mannheim. Die Habilitation erfolgte 2003 mit einer Studie über den Roman der Postmoderne im Fachbereich Neuere deutsche Literaturwissenschaft. 2007/08 hatte sie eine Gastprofessur an der Universität Hildesheim am Institut für Kreatives Schreiben und Kulturjournalismus inne.
Eines der zentralen Arbeits- und Forschungsgebiete von Michaela Kopp-Marx sind die Wechselbeziehungen zwischen den visuellen Künsten und der Literatur. Ihr interdisziplinär-hermeneutischer Ansatz führte sie zu einer Bestimmung des Phänomens der Postmoderne anhand einer Analyse typischer Verfahren und Strategien in der Literatur, Architektur und Malerei der 1980er bis 2000er Jahre („Zwischen Petrarca und Madonna“, 2005). Neben intermedialen Werkanalysen und kulturgeschichtlichen Studien zur Gegenwart gilt ihr besonderes Interesse den archetypischen Strukturen und Symbolen im Sinne der Schule von C. G. Jung in der Literatur, insbesondere im Werk von Patrick Roth.

## Schriften
- Die Christus Trilogie. Zwischen Bibel, Traum und religiöser Erfahrung. Patrick Roth im Gespräch. Würzburg, Königshausen & Neumann 2022 (zus. mit Martin W. Ramb, Holger Zaborowski), ISBN 978-3-8260-7421-9.
- „Psychogramm des postmodernen Zeitgeistes. Patrick Roths deutsch-amerikanischer Erzählzyklus "Starlite Terrace“. In: Klaus Kempter, Martina Engelbrecht (Hrsg.): Krise(n) der Moderne. Über Literatur und Zeitdiagnostik. Universitätsverlag Winter, Heidelberg 2021, S. 411–423.
- Die Christus Trilogie. Riverside. Johnny Shines oder Die Wiedererweckung der Toten. Corpus Christi. Kommentierte Neuausgabe in einem Band. Kommentiert von Michaela Kopp-Marx. Wallstein, Göttingen 2017, ISBN 978-3-8353-3065-8.
- Die Wiederentdeckung der Bibel bei Patrick Roth. Von der „Christus-Trilogie“ bis „SUNRISE. Das Buch Joseph“. Wallstein, Göttingen 2014 (zus. mit Georg Langenhorst). ISBN 978-3-8353-1452-8.
- Seelen-Dialoge. Ein Commentary Track zu Patrick Roths Christus-Trilogie. Königshausen & Neumann, Würzburg 2013, ISBN 978-3-8260-4864-7.
- Der lebendige Mythos. Das Schreiben von Patrick Roth. Königshausen & Neumann, Würzburg 2010, ISBN 978-3-8260-3972-0.
- Zwischen Petrarca und Madonna. Der Roman der Postmoderne. C.H. Beck, München 2005, ISBN 3-406-52968-2.
- Rilke und Rodin. Auf der Suche nach der wahren Art des Schreibens. Frankfurt/M., Berlin, Bern u. a. 1999. [= Heidelberger Beiträge zur deutschen Literatur Bd. 3]. Zugl. Heidelberg, Univ., Diss. 1997, ISBN 3-631-33240-8.
- „Prosa soll sehen machen. Patrick Roth und das Kino“. In: Gegenwartsliteratur. Ein germanistisches Jahrbuch. 13/2014.
- „Netze der Schuld“. Bernhard Schlinks Roman „Der Vorleser“. In: Yvonne Nilges (Hg.): Dichterjuristen. Studien zur Poesie des Rechts vom 16. bis 21. Jahrhundert. Königshausen & Neumann, Würzburg 2014.
- „Gleichzeitigsein. Patricks Roths Poetik der Verwandlung“. In: Carsten Rohde, Hansgeorg Schmidt-Bergmann: Die Unendlichkeit des Erzählens. Der Roman in der deutschsprachigen Gegenwartliteratur seit 1989. Aisthesis, Bielefeld 2013, S. 309–329.
- „Auf der Suche nach dem Sinn: Peter Handkes Versuchs-Trilogie“. In: Gegenwartsliteratur. Ein germanistisches Jahrbuch. 12/2013, S. 165–192.
- „Vom Glück des Erzählens. Patrick Roth und Peter Handke“. In: Communio. Internationale katholische Zeitschrift. Sept/Okt 2010, S. 534–546.
- „Il rumore del mare“. Mythos und Ästhetik in Hanns-Josef Ortheils „Die große Liebe“ . In: Friedhelm Marx (Hrsg.): Kunst Erzählen. Das literarische Werk Hanns-Josef Ortheils. Wallstein, Göttingen 2009, S. 239–261.
- „Ich wollte schon immer in einem Schwarzweißfilm wohnen“. Das filmische Prinzip im Werk von Patrick Roth. In: Volker Wehdeking (Hrsg.): Medienkonstellationen. Literatur und Film im Kontext von Moderne und Postmoderne. Tectum, Marburg 2008, S. 209–242.
- Die Wirklichkeit des Meeres. Gottfried Benns Dualismen. In: Friederike Reents (Hrsg.): Gottfried Benns Modernität. Wallstein, Göttingen 2007, S. 122–141.